# Rhomphaea
Rhomphaea es un género de arañas de la familia Theridiidae, orden Araneae. Fue descrito por el alemán Ludwig Carl Christian Koch en 1872.

## Especies
- Rhomphaea aculeata Thorell, 1898
- Rhomphaea affinis Lessert, 1936
- Rhomphaea altissima Mello-Leitão, 1941
- Rhomphaea angulipalpis Thorell, 1877
- Rhomphaea annulipedis Yoshida & Nojima, 2010
- Rhomphaea barycephala (Roberts, 1983)
- Rhomphaea brasiliensis Mello-Leitão, 1920
- Rhomphaea ceraosus (Zhu & Song, 1991)
- Rhomphaea cometes L. Koch, 1872
- Rhomphaea cona (González & Carmen, 1996)
- Rhomphaea fictilium (Hentz, 1850)
- Rhomphaea hyrcana (Logunov & Marusik, 1990)
- Rhomphaea irrorata Thorell, 1898
- Rhomphaea labiata (Zhu & Song, 1991)
- Rhomphaea lactifera Simon, 1909
- Rhomphaea longicaudata O. Pickard-Cambridge, 1872
- Rhomphaea metaltissima Soares & Camargo, 1948
- Rhomphaea nasica (Simon, 1873)
- Rhomphaea oris (González & Carmen, 1996)
- Rhomphaea ornatissima Dyal, 1935
- Rhomphaea palmarensis (González & Carmen, 1996)
- Rhomphaea paradoxa (Taczanowski, 1873)
- Rhomphaea pignalitoensis (González & Carmen, 1996)
- Rhomphaea procera (O. Pickard-Cambridge, 1898)
- Rhomphaea projiciens O. Pickard-Cambridge, 1896
- Rhomphaea recurvata (Saaristo, 1978)
- Rhomphaea rostrata (Simon, 1873)
- Rhomphaea sagana (Dönitz & Strand, 1906)
- Rhomphaea sinica (Zhu & Song, 1991)
- Rhomphaea sjostedti Tullgren, 1910
- Rhomphaea tanikawai Yoshida, 2001
- Rhomphaea urquharti (Bryant, 1933)
- Rhomphaea velhaensis (González & Carmen, 1996)